# 恩派爾鎮區 (堪薩斯州麥克弗森縣)
恩派爾鎮區（英語：Empire Township）為美國堪薩斯州麥克弗森縣轄下的鎮區。2010年美国人口普查中此鎮區人口有1,345人。

## 地理
恩派爾鎮區涵蓋總面積為93.7平方（36.16平方英里），其中陸地面積為93.7平方（36.16平方英里），水域面積為0平方（0.00平方英里）或0.00%。

## 人口統計
根據2010年美國人口普查，恩派爾鎮區人口有1,345人，其中男性有680人，女性有665人，人口密度為每平方公里14.37人，住房計544戶。鎮區內的白人有1,320人，非裔美國人有7人，美洲原住民有1人，亞裔美國人有3人，太平洋島裔美國人有0人，其他種族有1人，混血種族則有13人。此外鎮區內有17人為西班牙裔或拉丁裔美國人。此鎮區之年齡中位數為36.7歲，而男性年齡中位數為35.8歲，女性年齡中位數為37.6歲。

## 交通

### 主要公路
- 56號美國國道